# 70-ті

## Події

### Римська імперія
- 79 — кінець правління Веспасіана, початок правління Тіта Флавія Веспасіана;